# Володимир Скомаровський
Володимир Скомаровський (англ. Vladimir Skomarovsky; нар. 10 жовтня 1938, Одеса, Українська РСР, СРСР) — російський радянський та американський актор та сценарист.

## Життєпис
Народився Володимир Скомаровський 10 жовтня 1938 року в Одесі. Закінчив Київський державний інститут театрального мистецтва ім.І.Карпенка-Карого. 
Уперше в кіно актор з'явився у стрічці «Комісари». Пропрацював у Київському театрі російської драми до 1971 року, потім з дружиною акторкою Нонною Терентьєвою перебрався до Москви. Працював у московському театрі ім.Гоголя.
У 1979 році виїхав до Ізраїлю, згодом у США, де одружився з американкою Елен Робінсон. Має двох синів.
Активно знімався в Голлівуді, писав сценарії. Зіграв російського космонавта у стрічці «Космічна одісея 2010 року» (1984), став партнером Ван Дамма у бойовику «Чорний орел» (1988).

## Фільмографія
- 2007 — «Шум» — Дядько Катерини
- 2003 — «Морська поліція: Спецвідділ» — генерал-полковник Дмитро Боров
- 2002 — «Шпигунка» — Валерій Холоков
- 2002 — «Швидка допомога» — Влатко Дорич
- 1999 — «Сім днів» — лікар КДБ
- 1997-1998 — «Військово-юридична служба» — полковник Михайло Парловський / ізраїльський міністр Баррух
- 1997 — «Імітатор» — Бородін
- 1996 — «Файли Рокфорда: Злочин та покарання» — Геннадій Коблець
- 1994 — «Вайпер» — Моро Сарат
- 1993 — «Поліцейський поза законом» — Микола Радченко
- 1990 — «Підставлений» — епізодична роль
- 1989 — «Чорна троянда — емблема печалі, червона троянда — емблема кохання»
- 1989 — «Велика картина» — людина у фільмі Ніка
- 1989 — «Манкузо, ФБР» — Силенко
- 1988 — «Чорний орел» — полковник Володимир Клименко
- 1987 — «Тридцять-з-чимось» — Януш
- 1987 — «Фатальний потяг» — епізодична роль
- 1985-1992 — «Макґайвер» — Антон
- 1985-1989 — «Сутінкова зона» — Титов
- 1984 — «Космічна одісея 2010 року» — Юрій Светланов
- 1983-1987 — «Команда А» — Анатолій Керенський
- 1973 — «Мовчання доктора Івенса» — аргентинець
- 1972 — «На розі Арбата і вулиці Бубулінас» — Мемос, головна роль
- 1971 — «Осяяння» — Корж
- 1970 — «Назвіть ураган „Марією”»[1]
- 1969 — «Комісари» — Микола Смирнов[2]